# Gagea daqingshanensis
Gagea daqingshanensis là một loài thực vật có hoa trong họ Liliaceae. Loài này được L.Q.Zhao & Jie Yang mô tả khoa học đầu tiên năm 2006.